# Menemerus
Menemerus är ett släkte av spindlar. Menemerus ingår i familjen hoppspindlar.

## Dottertaxa tillMenemerus, i alfabetisk ordning[1]
- Menemerus acuminatus
- Menemerus affinis
- Menemerus albocinctus
- Menemerus animatus
- Menemerus arabicus
- Menemerus bifurcus
- Menemerus bivittatus
- Menemerus bracteatus
- Menemerus brevibulbis
- Menemerus carlini
- Menemerus congoensis
- Menemerus cummingorum
- Menemerus davidi
- Menemerus depressus
- Menemerus desertus
- Menemerus dhakuriensis
- Menemerus dimidius
- Menemerus dubius
- Menemerus eburnensis
- Menemerus fagei
- Menemerus falsificus
- Menemerus fasciculatus
- Menemerus felix
- Menemerus formosus
- Menemerus fulvus
- Menemerus galapagoensis
- Menemerus gesneri
- Menemerus guttatus
- Menemerus hottentotus
- Menemerus hunteri
- Menemerus illigeri
- Menemerus kochi
- Menemerus legalli
- Menemerus legendrei
- Menemerus lesnei
- Menemerus lesserti
- Menemerus magnificus
- Menemerus marginalis
- Menemerus marginatus
- Menemerus mauritanicus
- Menemerus meridionalis
- Menemerus milloti
- Menemerus minshullae
- Menemerus mirabilis
- Menemerus modestus
- Menemerus namibicus
- Menemerus natalis
- Menemerus niger
- Menemerus ochraceus
- Menemerus pallescens
- Menemerus paradoxus
- Menemerus patellaris
- Menemerus pentamaculatus
- Menemerus pilosus
- Menemerus placidus
- Menemerus plenus
- Menemerus proximus
- Menemerus pulcher
- Menemerus rabaudi
- Menemerus raji
- Menemerus regius
- Menemerus rubicundus
- Menemerus sabulosus
- Menemerus semilimbatus
- Menemerus silver
- Menemerus soldanii
- Menemerus taeniatus
- Menemerus transvaalicus
- Menemerus tropicus
- Menemerus utilis
- Menemerus vernei
- Menemerus wuchangensis
- Menemerus zimbabwensis